# Никола Смиљанић
Никола Смиљанић (Бадовинци, око 1760. или 1777 — Белотић, 1815) је био српски прота и војвода у Првом и Другом српском устанку.

## Биографија
Рођен је у селу Бадовинци око 1760. (или 1777), а одрастао је у Белотићу и Шапцу. Николу Смиљанића усвојила је Јека Радојичина, удовица, која се бавила трговачким пословима у Шапцу. Она је школовала и оженила Николу Смиљанића, након чега је био рукоположен за ђакона и касније јереја. Као ђакон, Никола Смиљанић био је једно време учитељ у Белотићу.
Протојереј Никола Смиљанић био је ожењен Митром, кћерком кнеза Михаила Ружичића из Метковића у Поцерској кнежини Шабачке нахије, чији писар једно време је био Милош Стојићевић, родоначелник Стојићевића.
Војвода китогкитшки Никола Смиљанић учествовао је и у Првом и у Другом устанку. Војводу Николу Смиљанића отровао је Марко Штитарац по налогу књаза Милоша.
Протојереј Никола Смиљанић имао је кћерку која се удала за Јована Радовановића трговца у Шапцу званог „Ћурчија“.
Његову романсирану биографију написао је Слободан Смиљанић у роману „Велики прота” 2021. године.